# Золотогрудая короткоклювая танагра
Золотогрудая короткоклювая танагра (лат. Bangsia rothschildi) — вид птиц из семейства танагровых. Птицы обитают в субтропических и тропических низменных влажных лесах, на высоте до 1 100 метров над уровнем моря, от центральной области департамента Чоко (западная Колумбия) южнее до провинций северной Эсмеральдас и юго-западной Имбабура (северный Эквадор). Длина тела около 16 см.